# Незвани гости (филм из 2009)
Незвани гости (енгл. The Uninvited) је амерички филм из 2009. у режији Чарлса и Томаса Гарда. Главне улоге играју: Емили Браунинг, Аријел Кебел, Елизабет Бенкс и Дејвид Стратерн.

## Радња
Филм је заснован на корејском филмском хиту из 2003. године „Чангва Хонгрион“, редитеља Ким Ђи Вуна. Филм овори о Ани која се враћа кући након боравка у болници који је уследио после трагичне смрти њене мајке. Њен опоравак је доведен у питање када открије да се њен отац верио са некадашњом болничарком њене мајке, Рејчел. Те ноћи, Ану посећује дух њене мајке, који је упозорава на праве Рејчелине намере. Ана и њена сестра ће заједно покушати да убеде њиховог оца да његова тренутна вереница није оно за шта се представља, а оно што би требало да представља срећно поновно уједињење породице постаће окрутна борба између сестара и маћехе.

## Улоге
- Емили Браунинг   - Ана Ајверс
- Аријел Кебел   - Алекс Ајверс
- Елизабет Бенкс  - Рејчел Самерс (маћеха)
- Дејвид Стратерн - Стивен Ајверс (отац)
- Маја Масар      - Лилијан Ајверс (мајка)
- Кевин Макналти    - шериф Емери
- Џеси Мос       - Мет
- Лекс Бернам          - Ајрис Рајт
- Дени Бристол        - Самјуел Рајт
- Метју Бристол      - Дејвид Рајт
- Дон С. Дејвис     - господин Хенсон
- Хедер Дерксен - Милдред
- Дин Пол Гибсон     - др Боп